# Крылатки (деревня)
Крылатки — деревня в Можайском районе Московской области в составе сельского поселения Бородинское. Численность постоянного населения по Всероссийской переписи 2010 года — 2 человека. До 2006 года Крылатки входили в состав Синичинского сельского округа.
Деревня расположена в северо-западной части района, примерно в 23 км к северо-западу от Можайска, на западном берегу Можайского водохранилища, высота центра над уровнем моря 188 м. Ближайшие населённые пункты — примыкающее на юге Поздняково и Антоново в 1 км западнее.